# (10699) Calabrese
(10699) Calabrese est un astéroïde de la ceinture principale.

## Description
(10699) Calabrese est un astéroïde de la ceinture principale. Il fut découvert le 6 mars 1981 à l'observatoire de Siding Spring par Schelte J. Bus. Il présente une orbite caractérisée par un demi-grand axe de 3,22 UA, une excentricité de 0,04 et une inclinaison de 2,5° par rapport à l'écliptique.